# Rue des Goncourt
La rue des Goncourt est une voie du 11e arrondissement de Paris, en France.

## Situation et accès
La rue des Goncourt est une voie publique située dans le 11e arrondissement de Paris. Elle débute au 3, rue Darboy et se termine au 66, rue du Faubourg-du-Temple. Son prolongement avant le 3 de la rue Darboy porte le nom de « rue du Chevet », elle ne se prolonge pas au-delà de la rue du Faubourg-du-Temple (carrefour en « T »). 
Elle est parallèle à l'avenue Parmentier, à l'est de cette dernière.

## Origine du nom
Elle est nommée d'après les frères Edmond de Goncourt (1822-1896) et Jules de Goncourt (1830-1870), historiens et écrivains français.

## Historique
Anciennement « rue Anthony », elle fut tracée à l'emplacement de l'ancienne caserne de la Courtille.